# Oselce (zámek)
Zámek Oselce se nachází ve stejnojmenné obci v západních Čechách mezi Nepomukem a Horažďovicemi v Plzeňském kraji. Je chráněn jako kulturní památka.

## Historie
Původně gotická tvrz byla renesančně přestavěna v trojkřídlý zámek. Rod Janovských z Janovic jej dal v 17. století přestavět do barokního stylu stavitelem G. A. Maggim. Ve druhé polovině 19. století vlastnil zámek šlechtic a politik Viktor Boos-Waldeck, který zde roku 1916 zemřel.